# Tadeusz Wieloch
Tadeusz Wojciech Wieloch, född 10 oktober 1950 i Lund, är en svensk hjärnforskare, entreprenör och studentsångare.
Tadeusz Wieloch är son till Krystyna och Antoni Wieloch och blev 1981 medicine doktor i medicinsk och fysiologisk kemi vid Lunds universitet. Han utnämndes till professor i neurobiologi 1993. Sedan 1981 är hans forskning inriktad mot hjärtstopps- och strokeforskning med syfte att finna nya behandlingar för att skydda och reparera hjärnan efter skada. Forskningen bedrivs på Wallenberg Neurocentrum vid Skånes universitetssjukhus och Biomedicinskt centrum (Lund) (BMC) i Lund.
Tadeusz Wieloch är korresponderande medlem av Polska Vetenskapsakademin sedan 2005 och var ordförande i Hjärnfondens vetenskapliga nämnd 2008-2014. Han har erhållit flera patent och har grundat tre bolag, bland annat Sinntaxis AB 2017.
Från 1969 sjunger han med Lunds Studentsångförening och var dess ordförande 1997-2004. Han var medlem i Dubbelkvartetten Frida 1969-1977.
Sin värnplikt gjorde han vid försvarets Tolkskola (TolkS) och han var sambandstolk på den ryska ubåten U 137 under tiden 4-6 november 1981.